# Manchester Arena
De Manchester Arena, nu ook bekend als de AO Arena, is een multifunctionele arena in de Britse stad Manchester. De arena heeft een maximumcapaciteit van 23.000 toeschouwers en werd geopend op 15 juli 1995. In de Manchester Arena worden vooral concerten en sportevenementen zoals boksen en zwemmen gehouden. Tevens zou de arena het middelpunt zijn van de Olympische Zomerspelen van 1996 en 2000 indien Manchester deze zou organiseren. De Manchester Arena werd wel gebruikt voor de Gemenebestspelen van 2002.
In 2002 werd de Manchester Arena uitgeroepen tot International Venue Of The Year 2001 tijdens de Pollstar Awards, een industrieprijs van het tijdschrift Pollstar. In 2013 werden in totaal 1,19 miljoen kaarten verkocht in de Manchester Arena, alleen in The O2 werden meer kaarten verkocht.

## Geschiedenis

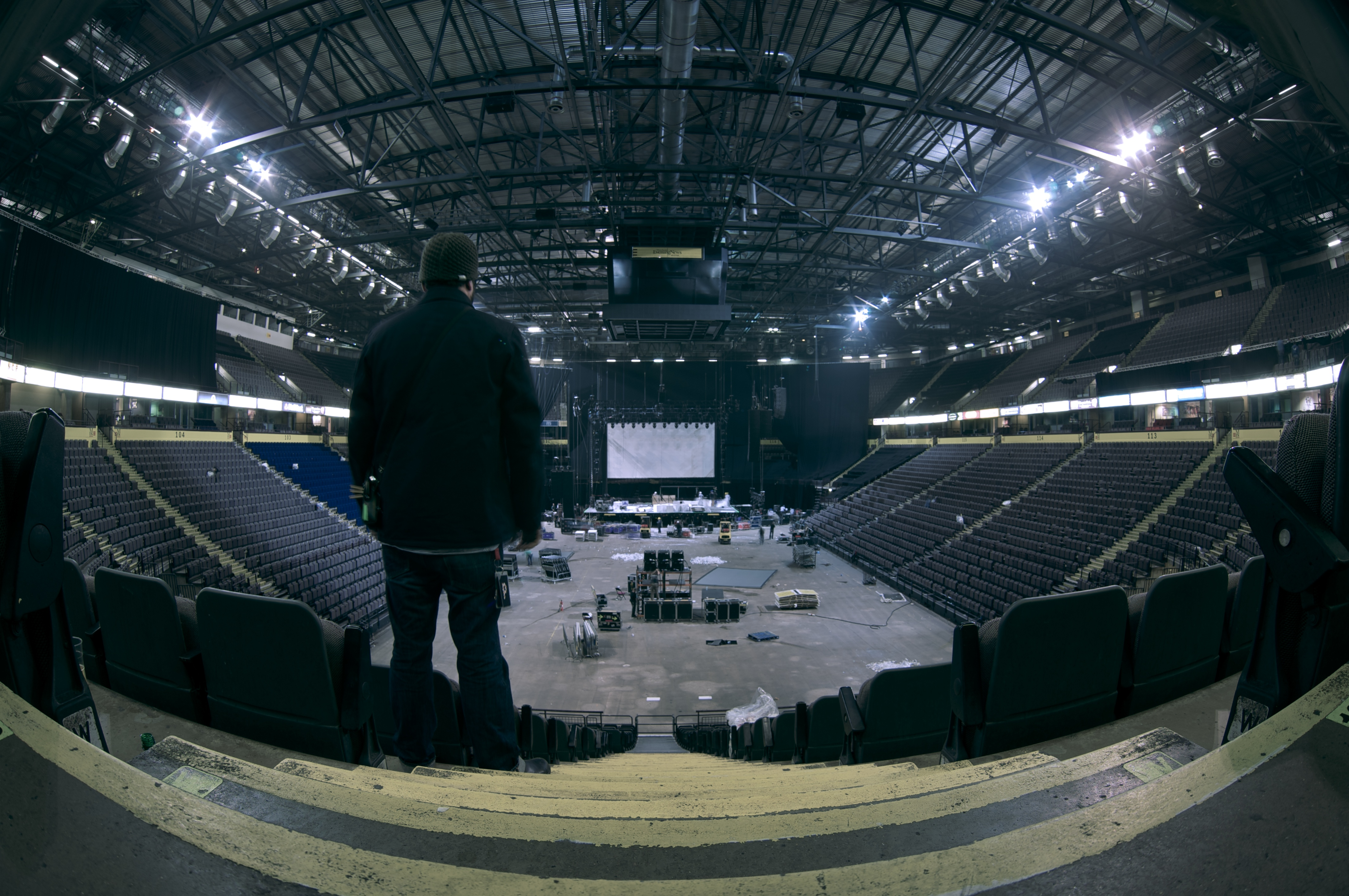
Overzichtsfoto van de binnenkant van de arena.

De Manchester Arena werd gebouwd als onderdeel van de mislukte poging tot het organiseren van de Olympische Zomerspelen 2000. De bouwkosten bedroegen 52 miljoen pond, waarvan 35,5 miljoen pond betaald werd door de overheid en 2,5 miljoen door het Europees Fonds voor Regionale Ontwikkeling. Het complex werd oorspronkelijk gebouwd voor het beoefenen van Amerikaanse sporten, maar werd later meer gebruikt voor het geven van concerten.
De arena werd op 15 juli 1995 geopend als de NYNEX Arena, een naam die voortkwam uit de sponsoring door de kabelmaatschappij NYNEX. Het gebouw droeg deze naam tot 1998. Manchester Evening News werd vervolgens sponsor van het gebouw, dat als gevolg daarvan omgedoopt werd tot de Manchester Evening News Arena.
In 2011 stopte de sponsoring door de krant, waardoor de arena tot januari 2012 door het leven ging als de Manchester Arena. In juli 2013 werd een vijfjarig sponsoringscontract met Phones 4u getekend, de arena heette sindsdien de Phones 4u Arena. Door de insolventie van Phones 4u, een jaar later, werd de naam van de arena weer veranderd in Manchester Arena.

## Ontwerp
Het complex is ontworpen door DLA Design, Austin-Smith:Lord en Ellerbe Becket in samenwerking met het Britse ingenieursbureau Arup. De arena bevindt zich gedeeltelijk boven station Manchester Victoria. Een glazen toren stond tevens op de planning maar werd niet gerealiseerd. Een vakwerk van 105 meter overspant het dak, voor de akoestische isolatie is gebruikgemaakt van gewapend beton.
De Manchester Arena bestond oorspronkelijk uit een bioscoop met zeven zalen, een multifunctionele arena en een parkeergarage. De bioscoop is later gesloten en is nu in gebruik als callcenter.

## Evenementen

### Concerten

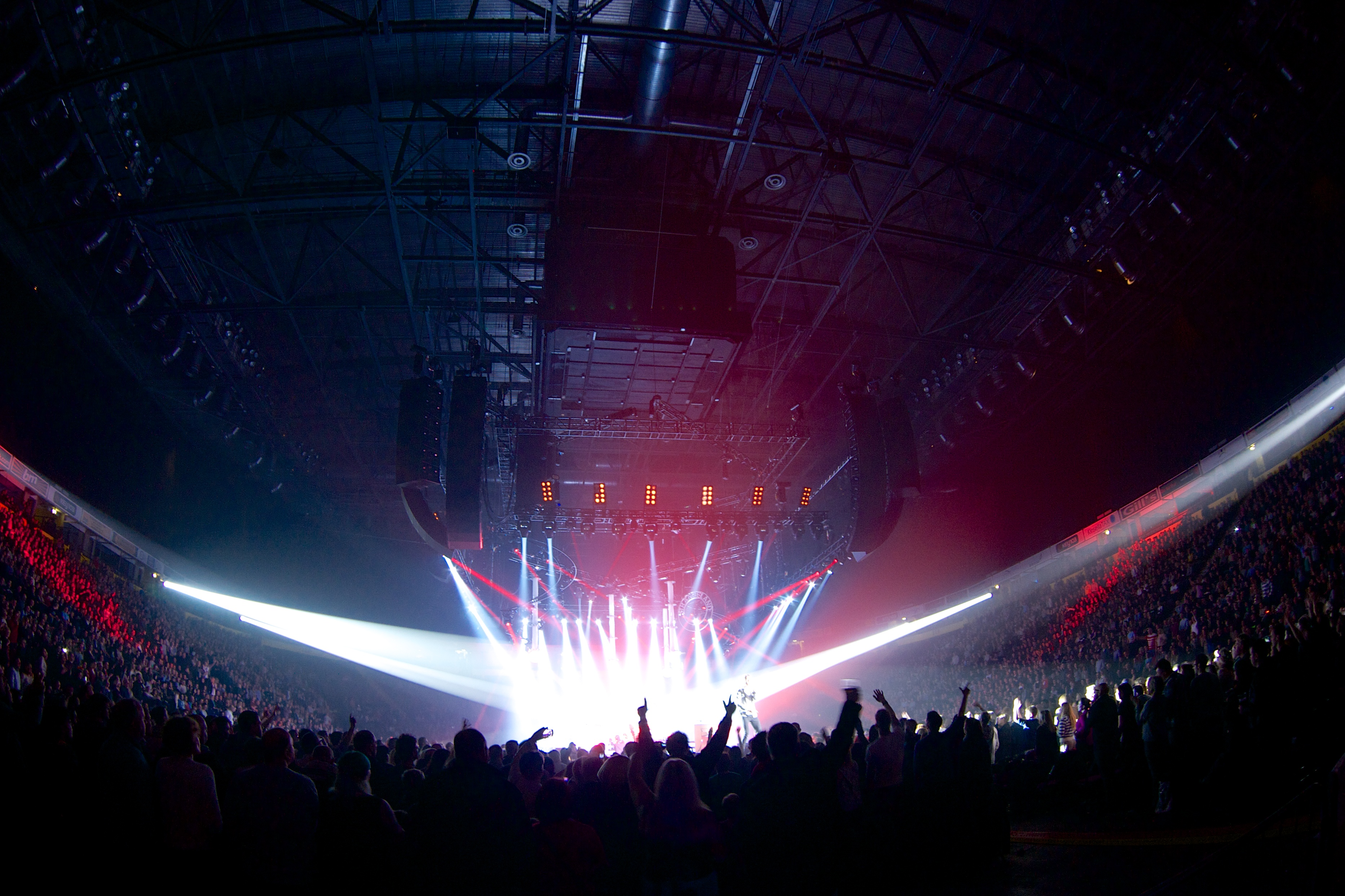
De Manchester Arena tijdens een concert.

Kylie Minogue bracht van alle artiesten de meeste keren een bezoek aan de arena: in totaal gaf ze er 30 concerten, wat overeenkomt met 400.000 toeschouwers. Manchester Evening News noemde haar in 2012 de "undoubted queen of the Manchester Arena".
Op 15 juli 2010 werd door middel van een concert het vijftienjarig bestaan van de arena gevierd. In november 2011 vond Children in Need Rocks Manchester plaats in de Manchester Arena. Het evenement werd live uitgezonden op BBC One en haalde 2,5 miljoen pond op voor Children in Need 2011.
De laatste twee concerten die Whitney Houston gaf voor haar dood in 2012 vonden plaats in de Manchester Arena.

#### Registraties
Op 14 april 2003 gaf Westlife een concert in de Manchester Arena als onderdeel van hun Greatest Hits-tournee, een opname van het concert verscheen later op dvd. Een jaar later gaf P!nk op 26 maart 2004 een optreden in de arena, welke uitgebracht werd als Pink: Live in Europe. Morrissey gaf op 22 mei 2004 een concert in de Manchester Arena. Een registratie hiervan werd uitgebracht onder de titel Who Put the M in Manchester?
Als onderdeel van de Good Girl Gone Bad Tour gaf Rihanna op 6 december 2007 een concert in de Manchester Arena, een opname daarvan verscheen in 2008 als Good Girl Gone Bad Live. Boyzone gaf als onderdeel van hun reünietournee vond op 13 en 14 juni 2008 een optreden in de arena. Opnames hiervan werden gebruikt voor de dvd Back Again ... No Matter What.
De Britse popgroep Duran Duran gaf op 16 december 2011 een optreden als onderdeel van de All You Need Is Now Tour. Een registratie daarvan verscheen op 2 juli 2012 op Blu-Ray, dvd en cd.

### Sport
De arena was de thuisbasis van drie sportteams: de twee ijshockeyteams Manchester Storm (1995 tot 2002) en Manchester Phoenix (2003 tot 2004) en het Manchester Giants-basketbalteam (1995 tot 2001). Sinds 2004 worden er alleen eenmalige sportevenementen gehouden in de arena, waaronder boks- en voetbalwedstrijden.

### Comedy
De eerste komiek die een optreden gaf in de Manchester Arena was Peter Kay in juli 2003. Kay was werkzaam in de arena. Het optreden is gefilmd en werd uitgebracht als Peter Kay at the Manchester Arena.
In 2005 behaalde Lee Evans een nieuw wereldrecord voor het grootste publiek aanwezig bij een comedyoptreden. 10.108 toeschouwers kwamen op het optreden van Evans af.
De dvd van de Spexy Beast-tournee van Alan Carr werd opgenomen in de Manchester Arena.

## Aanslag in Manchester op 22 mei 2017
Op 22 mei 2017 werd in de hal tussen de Manchester Arena en het Victoria Station een zelfmoordaanslag gepleegd. De aanslag vond plaats om 22.33 uur lokale tijd, op het moment dat de Arena leegliep na een concert van Ariana Grande. Het concert werd bijgewoond door zo'n 21.000 toeschouwers, hoofdzakelijk jongeren en gezinnen met kinderen. Bij de explosie kwamen de dader en 22 omstanders om het leven. Ten minste 59 mensen raakten gewond.